# Акбашев, Борис Хаджимурзович
Акбашев Борис Хаджимурзович (14 февраля 1932 г. Псаучье-Дахе, Хабезский район, Черкесская автономная область — 6 июля 2002 г. Черкесск, Карачаево-Черкесская республика) — государственный, адыгский (черкесский) общественный деятель, доктор экономических наук, профессор, один из самых эффективных руководителей периода создания и становления Международной черкесской ассоциации. Сыграл решающую роль в организации работы над Адыгской (черкесской) энциклопедией (Москва, 2006) и обеспечил финансирование её подготовки и издания.

## Трудовая деятельность
Окончил Азово-Черноморский институт механизации сельского хозяйства. В 1960-х гг. находился на партийной и советской работе: председатель райисполкома, первый секретарь РК КПСС, заместитель Председателя Карачаево-Черкесского облисполкома. В 1974—1976 гг. — директор Черкесского филиала Ставропольского политехнического института, в 1976—1995 гг. — ректор отраслевого института Минсельхозмаша СССР, г. Москва (в 1989 г. институт преобразован в Промышленную академию. На базе комплекса зданий этого учебного заведения образована Таможенная академия РФ). Во второй половине 1980-х гг. по направлению Совета Министров СССР прошел двухгодичную подготовку в Высшей экономической школе Западной Германии по специальности «менеджер высшего звена». Автор более 30 научных трудов по экономике.
С 1997 г.- депутат Народного собрания Карачаево-Черкесской республики.

## Политическая и общественная деятельность
Президент Московского общества черкесской культуры «Адыги» в 1992—1996 гг.
В 1993—1997 гг. — Вице-президент., в 1997—2000 гг. — Президент Международной Черкесской ассоциации. В 1995—2002 гг. — председатель совета «Адыгэ-Хасэ» Карачаево-Черкесии.
Б. Х. Акбашев много работал над укреплением единства и авторитета МЧА как в РФ, так и за рубежом. Организатор Конгрессов МЧА: 1996 г. — Черкесск, III Конгресс, 1998 г. — Краснодар, IV Конгресс, 2000 г. — Нальчик,V Конгресс.
В 1999 г. по инициативе Б. Х. Акбашева в редакции журнала «Жизнь национальностей» Министерства национальной политики Российской Федерации проводится «круглый стол» по проблемам истории черкесов (адыгов) в свете Обращения Президента РФ Б. Н. Ельцина к народам Кавказа в связи со 130-летием окончания Кавказской войны (Май,1994 г.). Основной докладчик- Б. Х. Акбашев. В научном форуме приняли участие крупные ученые Москвы, Краснодара, Сухума, Нальчика, Майкопа и Черкесска, депутаты Государственной Думы РФ.
В мае 1999 г. первые выбора Президента КЧР вызвали недовольство значительной части населения Карачаево-Черкесии. В этот период состоялись встречи делегаций общественных организаций и депутатов Парламента КЧР (в составе которых активно работал Б. Х. Акбашев) с руководством страны, в том числе с бывшими тогда Председателями Правительства РФ С. В. Степашиным и В. В. Путиным.
Материалы выступлений Акбашева (на митингах, сессиях Парламента Карачаево-Черкесии, конгрессах МЧА, съездах общественного объединения «Адыгэ Хасэ», в периодических изданиях) вышли отдельной книгой «Трудные дороги правды» (Майкоп,2001).

## Основные монографии
«К национальному согласию через экономические интересы» (Москва,1991), «Приватизация в промышленности (зарубежный опыт и отечественные реалии)» (Москва,1993), «Научно-технический потенциал российской промышленности: вопросы управления и прогнозирования» (Женева,1993).

## Государственные награды
Орден «Знак почёта» (дважды), медали «За трудовое отличие», «За освоение целинных земель», «За доблестный труд», две Почётные грамоты Президиума Верховного Совета РСФСР.

## Семья
Борис Акбашев был женат, имел двух сыновей и троих внуков.